# Velika nagrada Tripolija 1928
Velika nagrada Tripolija 1928 je bila dirka za Veliko nagrado v sezoni 1928. Odvijala se je 11. marca 1928 v italijanskem mestu Tripoli, danes Libija. 

## Dirka
Dirkalniki voiturette so označeni s poševnim tiskom.
| Poz | Št | Dirkač            | Moštvo             | Dirkalnik             | Krogi | Čas/Odstop | Št. m. |
| --- | -- | ----------------- | ------------------ | --------------------- | ----- | ---------- | ------ |
| 1   | 12 | Tazio Nuvolari    | Scuderia Nuvolari  | Bugatti T35C          | 16    | 3:20:25    | 2      |
| 2   | 18 | Cleto Nenzioni    | Privatnik          | Bugatti T37A          | 16    | +11:42,6 s | 8      |
| 3   | 20 | Achille Varzi     | Scuderia Nuvolari  | Bugatti T35C          | 16    | +13:21,4   | 3      |
| 4   | 38 | Giuseppe Vittoria | Privatnik          | Maserati 26           | 16    | +13:44     | 12     |
| 5   | 32 | Enrico Cracchi    | Privatnik          | Bugatti T37A          | 16    | +25:20     | 10     |
| Ods | 34 | Pietro Brunori    | Privatnik          | Maserati 26           | 12    | Vžig       | 11     |
| Ods | 24 | Giulio Aymini     | Privatnik          | Delage 2LCV           | 2     |            | 4      |
| Ods | 28 | Gaetano Zaita     | Privatnik          | Fiat 14B Indianapolis | 2     |            | 5      |
| Ods | 8  | Luigi Platè       | Privatnik          | Chiribiri Monza C     | 1     |            | 7      |
| Ods | 10 | Cesare Pastore    | Scuderia Nuvolari  | Bugatti T35C          | 0     | Trčenje    | 1      |
| DNS | 4  | Emilio Materassi  | Scuderia Materassi | Talbot 700            |       | Umik       | 6      |
| DNS | 22 | Luigi Arcangeli   | Scuderia Materassi | Talbot 700            |       | Umik       | 9      |
| DNA | 36 | Antonio Brivio    | Scuderia Materassi | Talbot 700            |       |            |        |